# P-12
La carretera P-12 sirve de enlace desde la autovía A-67(Cantabria-Meseta) hasta Palencia. Esta carretera tiene también enlace con la carretera N-611(Venta de baños-Santander) y con la A-65.
Enlaza desde la Salida 16a de la A-67 hasta la Avenida de los Derechos Humanos en Palencia.

## Tramos
| Denominación | Tramo                                        | Kilómetros | Año servicio |
| ------------ | -------------------------------------------- | ---------- | ------------ |
| P-12         | Fuentes de Valdepero A-67 - Villalobón N-611 | 2,9        | 2006         |

## Nomenclatura
Antes del cambio de las nomencalturas la P-12 se llamaba N-611.